# Marlies Veldhuijzen van Zanten
Marie Louise Lydia Elisabeth (Marlies) Veldhuijzen van Zanten-Hyllner (Göteborg, 29 september 1953) is een Nederlands bestuurder en voormalig politicus. Ze was van 2010 tot 2012 staatssecretaris van Volksgezondheid, Welzijn en Sport in het kabinet-Rutte I.

## Biografie
Veldhuijzen van Zanten-Hyllner werd geboren in Zweden en woonde een tijd in Göteborg. Zij studeerde geneeskunde aan de Universiteit van Amsterdam en specialiseerde zich tot verpleeghuisarts. Daarna heeft ze als verpleeghuisarts en manager in de ouderenzorg gewerkt bij verscheidene zorginstellingen, waaronder de stichting SHDH in Haarlem. Van 1984 tot 1989 was ze voorzitter van de beroepsvereniging van verpleeghuisartsen (NVVA, later 'Verenso' geheten). In 1993 werd ze lid van de Huisarts en Verpleeghuisarts Registratie Commissie (HVRC) als vertegenwoordiger van de NVAA. In 1994 trad ze om persoonlijke redenen tussentijds af. Tevens was ze lid van de Commissie van Uitvoering Verpleeghuisartsen.
Van 1993 tot 2005 werkte Veldhuijzen van Zanten-Hyllner als docent verpleeghuisgeneeskunde aan de faculteit geneeskunde van de Vrije Universiteit. Sinds 2005 was ze werkzaam als specialist ouderengeneeskunde en arts bij thuiszorgorganisatie Amstelring.
Veldhuijzen van Zanten-Hyllner is bestuurslid van de Koninklijke Hollandsche Maatschappij der Wetenschappen. Tevens was zij coördinator van de samenwerking tussen deze maatschappij en de Nationale DenkTank en was zij coördinator health van de Unie van de Soroptimistclubs in Nederland, Suriname en de Nederlandse Antillen.

### Staatssecretaris
Veldhuijzen van Zanten-Hyllner werd het weekend voor haar benoeming lid van het CDA, nadat ze door Maxime Verhagen gevraagd was om staatssecretaris te worden.
Rondom haar benoeming ontstond een meningsverschil binnen de gedoogcoalitie omdat Veldhuijzen van Zanten, als dochter van een Nederlandse moeder en Zweedse vader, zowel de Zweedse als de Nederlandse nationaliteit heeft. De PVV eiste in een motie dat ze het Zweedse paspoort opgaf, maar hiervoor kreeg de partij geen steun. Premier Mark Rutte, die bij de presentatie van het voorgaande kabinet bezwaar had gemaakt tegen de tweede (Turkse) nationaliteit van PvdA-staatssecretaris Nebahat Albayrak, steunde zijn staatssecretaris en verklaarde dat een Zweeds paspoort in tegenstelling tot een Turkse nationaliteit geen probleem vormde, omdat de Turkse staat rechten en plichten aan zijn onderdanen oplegt (zoals het dienen in het leger), en dit bij de Zweedse nationaliteit niet het geval is.
Veldhuijzen van Zanten zag zich in januari 2011 geconfronteerd met de 'zaak-Brandon': beelden van een gehandicapte jongen die vastgeketend zat in een kamertje in een zorginstelling van 's Heeren Loo in Ermelo, veroorzaakten grote beroering in de media en politiek. Hierna diende de oppositie tweemaal een motie van afkeuring in over het persoonsgebonden budget, maar desondanks lukte het haar om de veranderingen in de langdurige zorg en het pgb toch geaccepteerd te krijgen.
Op 2 november 2011 ontstond wat beroering in het parlement toen Veldhuijzen van Zanten in een commissiedebat over de pgb voorzitter Pauline Smeets het zwijgen oplegde door haar hand voor de mond van de voorzitter te plaatsen en haar afkeuring uit te spreken. Veldhuijzen van Zanten betreurde het incident achteraf.
Als staatssecretaris zette Marlies Veldhuijzen van Zanten zich in voor de verankering van het jaarlijkse programma in de week van de Internationale Herdenkingsdag voor de Holocaust (27 januari). Zij vond het Nationaal Comité 4 en 5 mei bereid de organisatie van de Nationale Holocaust Herdenking – voordien Auschwitzherdenking – praktisch te ondersteunen en zette extra financiële middelen in. Ze bleef ook na haar staatssecretariaat betrokken bij de initiatieven en activiteiten van het Nederlands Auschwitz Comité. Zij maakt deel uit van het Comité van Aanbeveling van het Holocaust Namenmonument Nederland.
In maart 2011 presenteerde Veldhuijzen van Zanten Ouderen in veilige handen tegen mishandeling van senioren. Later dat jaar kwam zij met de eerste app van de rijksoverheid die een meldcode Huiselijk Geweld en/of Kindermishandeling bevat. Ook bracht Veldhuijzen van Zanten meer samenhang in de aanpak van verschillende vormen van geweld in huiselijke kring en in de jeugd- en zorgsector onder de noemer Geweld in afhankelijkheidsrelaties.

## Onderscheidingen
- Ridder in de Orde van Oranje-Nassau (Nederland, 2012)[7]

## Publicaties
- "Verpleeghuisgeneeskunde: wat bezielt je?" (rede VU, 4 september 2000)

- Parlement.com: vijdmkvn4uz4